# حب لا يرى الشمس (فلم)
حب لا يرى الشمس هو فيلم مصري عرض عام 1980، بطولة فريد شوقي ونجلاء فتحي ومحمود عبد العزيز وصفية العمري، ومن إخراج أحمد يحيى.

## قصة الفيلم
يوافق أحمد تحت ضغط والده حسن على الزواج من أخرى حتى تنجب له من يرث ثروته فزوجته آمال عاقر. يقع الاختيار على أحلام الفتاة الفقيرة التي تعول أمها المريضة. يتفق معها الأب على منحها شهريًّا مبلغًا من المال على أن يتم الطلاق بعد إنجابها ولتقوم آمال بتربية المولود. بمرور الوقت ينمو الحب بين أحمد وأحلام، تلد مولودها ويتمسك بها أحمد ويثور عليه والده وتتوالى الأحداث.

## طاقم التمثيل
- فريد شوقي: (حسن المنشاوي)
- نجلاء فتحي: (أحلام)
- محمود عبد العزيز: (أحمد)
- صفية العمري: (آمال)
- فاروق يوسف
- علية عبد المنعم: (والدة أحلام)
- وسيلة حسين: (سوسن)
- نبوية سعيد: (أم الخير)
- محمد أبو حشيش
- حسان اليماني: (شكري)

## فريق العمل
- إخراج: أحمد يحيى
- قصة: محمود أبو زيد
- سيناريو وحوار: أحمد يحيى
- مدير التصوير: سمير فرج
- مونتاج: رشيدة عبد السلام
- موسيقى تصويرية: جمال سلامة
- إنتاج: الشركة اللبنانية للتجارة والاستثمار السينمائي (صبّاح إخوان)
- توزيع داخلي: إيجيبكو لتوزيع الأفلام (تاكفور أنطونيان)
- توزيع خارجي: الشركة اللبنانية للتجارة والاستثمار السينمائي (صبّاح إخوان)